# Cordillera Wisconsin
La cordillera de Wisconsin es una de las principales cordilleras de las montañas Horlick en la Antártida, que comprende la meseta de Wisconsin y numerosos glaciares, crestas y picos delimitados por el glaciar Reedy, la corriente de hielo Shimizu, la corriente de hielo Horlick y la meseta de hielo interior.
La cordillera fue cartografiada por el USGS a partir de estudios y fotos aéreas de la Marina de los EE. UU., 1959-64. Nombrado por US-ACAN para la Universidad de Wisconsin-Madison, Madison, Wisconsin, que ha enviado numerosos investigadores a la Antártida.
La mayor parte de la superficie de las tierras altas de la cordillera forman la Meseta de Wisconsin, una gran llanura cubierta de hielo con elevaciones generales por encima de los 2.800 metros. Al este y al sureste, la meseta desciende gradualmente y sólo con escarpaduras de hielo menores para fundirse con la meseta de hielo interior; al norte y al oeste, la meseta muestra escarpaduras abruptas y acantilados de más de 1.000 metros. Cartografiada por el USGS a partir de estudios y fotos aéreas de la Marina de los EE. UU., 1960-64. Nombrada por US-ACAN en asociación con la cordillera de Wisconsin.

## Lista de montañas
Esta cordillera incluye las siguientes montañas y picos: 
| Montaña/Pico   | Metros | Coordenadas                          |
| -------------- | ------ | ------------------------------------ |
| Pico Faure     | 3 940  | 85°42′S 128°35′O / -85.700, -128.583 |
| Monte Minshew  | 3 895  | 85°43′S 129°22′O / -85.717, -129.367 |
| Monte LeSchack | 2 265  | 85°25′S 124°00′O / -85.417, -124.000 |
| Pico Koopman   | 2 200  | 85°29′S 125°35′O / -85.483, -125.583 |
| Monte Soyat    | 2 150  | 85°52′S 130°46′O / -85.867, -130.767 |
| Pico Sheets    | 1 800  | 85°28′S 125°52′O / -85.467, -125.867 |

### Pico Faure
El pico Faure es un pico de 3.940 m, situado a 3,5 mi al E del Monte Minshew a lo largo del lado norte de la Meseta de Wisconsin. Cartografiado por el USGS a partir de estudios y fotos aéreas de la Marina de EE. UU., 1960-64. Nombrado por US-ACAN por Gunter Faure, líder del grupo geológico de la Universidad Estatal de Ohio en las montañas Horlick, 1964-65.

### Pico Koopman
El pico Koopman es un pico de más de 2.200 m, situado a 2 millas al norte de Moran Buttress en el lado norte de la cordillera. Cartografiado por el USGS a partir de estudios y fotos aéreas de la Armada de EE. UU., 1960-64. Nombrado por US-ACAN por Kenneth E. Koopman, ayudante de la Marina en la Operación Deep Freeze 1965-67.

### Monte LeSchack
El monte LeSchack es una distintiva montaña de cumbre plana que se encuentra en el lado norte del Cañón Perkins. Cartografiado por el USGS a partir de estudios y fotos aéreas de la Marina de los EE. UU., 1959-60. Nombrado por US-ACAN por Leonard A. LeSchack, sismólogo del grupo de invierno de la Estación Byrd, 1958.

### Monte Minshew
El monte Minshew es una montaña prominente, principalmente cubierta de hielo, con un pequeño pico expuesto en la cima, de 3.895 m, situado a 3,5 millas al oeste del pico Faure en el extremo noroeste de la porción de meseta elevada de la cordillera. Cartografiado por el USGS a partir de estudios y fotos aéreas de la Marina de los EE. UU., 1960-64. Nombrado por US-ACAN por Velon H. Minshew, geólogo del grupo geológico de la Universidad Estatal de Ohio en las montañas Horlick, 1964-65.

### Pico Sheets
El pico Sheets es un pico de más de 1.800 m, situado a 1,6 km al noroeste del pico Koopman, en el lado norte de la cordillera. Cartografiado por el USGS a partir de estudios y fotos aéreas de la Marina de los EE. UU., 1960-64. Nombrado por US-ACAN por Joseph D. Sheets, periodista de la Operation Deep Freeze  de la Armada de EE. UU. 1965-67.

### Monte Soyat
El monte Soyat es una montaña prominente en el lado occidental de la Cordillera de Wisconsin, que se eleva en el lado oriental del glaciar Reedy justo al norte de la unión del glaciar Norfolk. Cartografiado por el USGS a partir de encuestas y fotos aéreas de la Marina de los EE. UU., 1960-64. Nombrado por US-ACAN por el Comandante David Soyat, oficial de operaciones aéreas de la Armada de EE. UU. con el Escuadrón VX-6 en la Estación McMurdo, invierno de 1962.

## Características geológicas clave

### Gierloff Nunataks
Gierloff Nunataks es un grupo de nunataks que se encuentra a 8 millas náuticas (15 km) al noroeste de Lentz Buttress, en el lado norte de la cordillera. Cartografiado por el USGS a partir de estudios y fotos aéreas de la Marina de los EE. UU., 1960-64. Nombrado por US-ACAN en honor a George B. Gierloff, constructor del grupo de invierno de la Estación Byrd, 1961.

### Contrafuerte Lentz
El contrafuerte Lentz  ( 85°40′S 127°36′O / -85.667, -127.600 ) es un acantilado prominente de roca a 5 millas del pico Faure, que se eleva a 2.800 m y forma una proyección a lo largo del lado norte de la meseta de Wisconsin. Cartografiado por USGS a partir de estudios y fotos aéreas de la Marina de los EE. UU., 1960-64. Nombrado por US-ACAN por el teniente Malcolm W. Lentz, Marina de los EE. UU., Oficial a cargo del grupo de invierno de la Estación del Polo Sur, 1962.

### Cañón Perkins
El cañón Perkins es un cañón en la cabecera del Glaciar Quonset, entre el contrafuerte Ruseski y el monte LeSchack, a lo largo del lado norte de la cordillera. Cartografiado por el USGS a partir de estudios y fotos aéreas de la Marina de EE. UU., 1959-60. Nombrado por US-ACAN por David M. Perkins, geomagnetista, grupo de invierno de la Estación Byrd, 1961.

### Contrafuerte Ruseski
El contrafuerte Ruseski Buttres es una roca de contrafuerte o espolón que forma la entrada sur del Cañón Perkins a lo largo del lado norte de la cordillera. Cartografiado por el USGS a partir de estudios y fotos aéreas de la Marina de los EE. UU., 1959-60. Nombrado por el Teniente Peter P. Ruseski (MC) de la Marina de los EE. UU., del grupo de invierno de la Estación Byrd, 1958.

## Características
| - Nunatak Angus - Nunatak Baker - Nunatak Brinton - Glaciar Davisville - Pico Feeley - Nunatak Ford - Nunatak Garczynski - Nunatak Gibbon - Pico Goodwin - Pico Griffith - Meseta Haworth | - Glaciar Hueneme - Pico Martens - Nunatak McCrilliss - Espolón Mickler - Contrafuerte Moran - Monte Bolton - Monte Brecher - Monte Frontz - Monte Huckaby - Monte McNaughton - Monte Neder | - Monte Sweatt - Monte Vito - Pico Murtaugh - Glaciar Norfolk - Glaciar Quonset - Glaciar Reedy - Peñón Saunders - Meseta Sisco - Nunatak Spencer - Nunatak Spiers - Pico Walters - Nunatak Widich |